# Finlands flag
Finlands flag er nationalflaget i Finland. Det er et nordisk korsflag med et blåt kors på hvid baggrund.
Farverne i flag er følgende:
PMS-farvesystemet:
Blå 294C, Rød 186C, Gul 123C

CMYK-farvesystemet:
Blå C 100 %, M 56 %, Y 0 %, K 18,5 %
Rød C 0 %, M 91 %, Y 76 %, K 6 %
Gul C 0 %, M 30,5 %, Y 94 %, K 0 %
Rød og gul bruges i statsflaget, som bærer et våbenskjold i midten. PMS-farverne er vedtaget i cirkulære 827/93.

## Respekt for flaget
Det er ved finsk lov bestemt, at det er forbudt at vise foragt for flaget eller at anvende det på en ikke respektfuld måde. Det er ikke tilladt at fjerne et flag fra dets flagstang uden ejerens samtykke. Enhver, der bryder disse regler, vil kunne retsforfølges for udvist disrespekt for flaget.